# فاكاهوتو
فاكاهوتو (بالإنجليزية: Fakahotu)‏ فاكاهوتو هو اسم آخر لربة الأرض البولينيزية بابا Papa.